# MCML
MCML (acrónimo del inglés Media Center Markup Language, Lenguaje de Formato para Centro de Multimedios en español) es el lenguaje de formato para la interfaz de usuario para el centro de Multimedios (Media Center) de Windows Vista, el cual es la forma nativa en la cual se crean las interfaces de usuarios en este ambiente de desarrollo.
MCML es un lenguaje declarativo basado en XML, optimizado para describir gráficamente interfaces de usuarios visuales ricas desde el punto de vista gráfico, tales como las creadas por medio de Macromedia Flash. XAML, XUL y UIML son otros ejemplos de lenguajes de interfaz basados en XML.
En su uso típico, los archivos tipo MCML serían producidos por una herramienta de desarrollo, como Microsoft Visual Studio. El XML resultante es interpretado en forma instantánea por un subsistema de despliegue de Windows Vista denominado Windows Media Center, el cual está orientado a la visualización del contenido del computador a mayor distancia que la normal, similar a la que se acostumbra para un aparato de televisión y utilizando un control remoto en lugar de un teclado y un mouse. Debido a esto las interfaces de usuario para Media Center están construidas bajo premisa diferentes, pues deben tomar en cuenta el hecho de que sus usuarios estarán utilizándolas a una distancia mayor y por medio de dispositivos de control no convencionales. Los elementos de XAML se interconectan con objetos del Entorno Común de Ejecución para Lenguajes. Los atributos se conectan con propiedades o eventos de esos objetos. 
MCML fue diseñado para soportar las clases y métodos de la plataforma de desarrollo .NET que tienen relación con la interacción con el usuario, en especial el despliegue en pantalla.